# Eurymerodesmus sanbernardiensis
Eurymerodesmus sanbernardiensis är en mångfotingart som beskrevs av Ottis Robert Causey 1952. Eurymerodesmus sanbernardiensis ingår i släktet Eurymerodesmus och familjen Eurymerodesmidae. Inga underarter finns listade i Catalogue of Life.